# ساشا دونتشيتش
ساشا دونتشيتش (بالسلوفينية: Saša Dončić)‏ مواليد 14 يونيو 1974 في شيمبتر بري غريتسي، هو مدرب كرة سلة صربي ولاعب معتزل. بدأ مسيرته الاحترافية في سنة 1993. اعتزل اللعب في 2009, 2010.

## المسيرة الاحترافية
لعب مع زلاتوروج لاشكو من سنة 1996 إلى 1999، ثم لعب مع نادي كركا لكرة السلة في موسم 2000–2001، ثم لعب مع نادي سلوفان لكرة السلة في موسم 2002–2003.

## روابط خارجية
- ساشا دونتشيتش على موقع الاتحاد الدولي لكرة السلة (الإنجليزية)
- ساشا دونتشيتش على موقع الدوري الأوروبي لكرة السلة (الإنجليزية)
- ساشا دونتشيتش على موقع كرة السلة الأوروبية.كوم (الإنجليزية)
- ساشا دونتشيتش على موقع DraftExpress.com (الإنجليزية)
- ساشا دونتشيتش على موقع ريلجم (الإنجليزية)
- ساشا دونتشيتش على موقع بروبوليرز (الإنجليزية)
- ساشا دونتشيتش على موقع سبورتس رفرنس (الإنجليزية)